# Мікко Мяенпяя
Мікко Мяенпяя (фін. Mikko Mäenpää; 19 квітня 1983, м. Тампере, Фінляндія) — фінський хокеїст, захисник. Виступає за Амбрі-Піотта (НЛА).
Вихованець хокейної школи «Таппара» (Тампере). Виступав за ЮІП (Ювяскюля), «Спорт» (Вааса), «Юкуріт» (Міккелі), «Пеліканс» (Лахті), ГПК Гямеенлінна, «Сірак'юс Кранч» (АХЛ), «Шеллефтео», «Фрелунда» (Гетеборг), «Амур» (Хабаровськ), ЦСКА (Москва), «Лев» (Прага), «Ваасан Спорт».
В чемпіонатах Фінляндії — 280 матчів (43+99), у плей-оф — 46 матчів (11+13). В чемпіонатах Швеції — 57 матчів (11+14), у плей-оф — 5 матчів (0+1).
У складі національної збірної Фінляндії учасник чемпіонатів світу 2010 і 2012 (17 матчів, 1+5). У складі юніорської збірної Фінляндії учасник чемпіонату світу 2001.
Досягнення
- Срібний призер чемпіонату Фінляндії (2010), бронзовий призер (2007)
- Бронзовий призер юніорського чемпіонату світу (2001).